# Amigdoscalpellum aurivillii
Amigdoscalpellum aurivillii is een rankpootkreeftensoort uit de familie van de Scalpellidae. De wetenschappelijke naam van de soort is voor het eerst geldig gepubliceerd in 1907 door Pilsbry.